# Historia de Susana

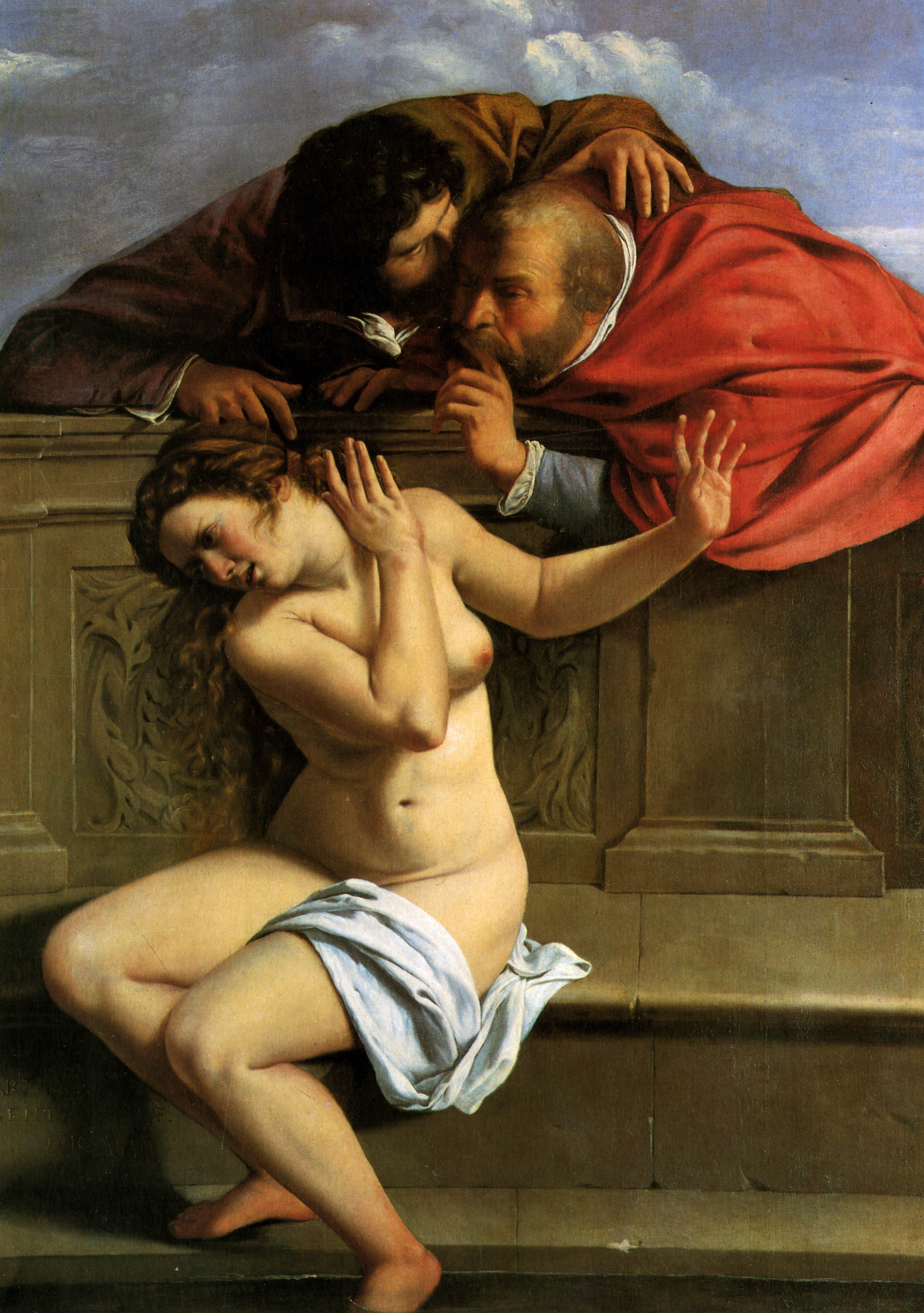
Susana y los viejos por Artemisia Gentileschi.

La Historia de Susana es un breve texto independiente asociado al Libro de Daniel. Es un caso similar a la Historia de Bel y el Dragón en el mismo libro.
Forma parte de la versión griega de la Biblia conocida como Septuaginta, cuyo origen se remonta al siglo III a. C., aunque algunas partes pueden ser posteriores. Aparece, además, en otra versión griega denominada de Teodoción, editada en el siglo II de la Era Cristiana; en ambas forma parte del Libro de Daniel. 
El mismo criterio ha sido seguido por las tradiciones cristianas tempranas, como las ortodoxas, orientales y la católica.
Desde las investigaciones de Henry Barclay Swete y Alfred Rahlfs, todos los estudiosos de los escritos bíblicos han destacado que se trata de dos cuerpos de texto completamente independientes entre sí, así como del Libro de Daniel.
El nombre de Susana procede del hebreo  שׁוֹשַׁנָּה,  Šōšanna, y se refiere a la flor de azucena o bien del lirio blanco, un símbolo ancestral de pureza y castidad. Ha sido representada numerosas veces en el arte desde los albores de la cristiandad, el testimonio más antiguo se encuentra en capilla griega de la catacumbas de Priscila de Roma, del siglo III d. C.

## Canonicidad
La canonicidad de las Historias de Susana y de Bel y el Dragón ha sido debatida porque estos escritos no han sido incluidos en el Tanaj judío, así como tampoco en el llamado Texto Masorético, y los judíos actuales, aun cuando ven en ellas relatos que revisten valores y enseñanzas de carácter moral, no las han acogido como textos sagrados.
Entre los padres de la iglesia, y los apologistas cristianos de los primeros Siglos, Orígenes defendió la canonicidad de la Historia de Susana, y esta fue citada como Escritura por Ireneo de Lyon, Hipólito de Roma Cipriano de Cartago y Cirilo de Jerusalén. Jerónimo de Estridón incluyó las Historias de Susana y de Bel y el Dragón al final de su propia versión al latín del Libro de Daniel, mas colocó ante ellos una breve nota advirtiendo que ellas no habían sido encontradas en versiones hebreas, y que él las transcribía siguiendo la Versión de Teodoción.
Las distintas iglesias de Oriente, que incluyen las iglesias cristianas ortodoxas, cópticas y siríacas, así como la Iglesia católica en Occidente, avalan ambos textos al reconocerlos como parte integrante del Canon de sus Biblias, y los han acogido entre los documentos deuterocanónicos. Algunas tradiciones los asocian de lleno al Libro de Daniel, como si se tratase de otros dos capítulos de dicho documento, aun cuando los llaman por nombres muy distintos, de acuerdo con las distintas tradiciones.
Los grupos protestantes, y otros grupos cristianos con ideas diferentes de los antes citados, rechazan estos textos, así como los otros deuterocanónicos, que ellos desconocen, y que han llamado apócrifos.
La Comunión anglicana, e iglesias afiliadas a la misma, tales como la Iglesia de Inglaterra y la Iglesia Episcopal —mismas que representan posturas intermedias entre el catolicismo y otros protestantismos—, por su parte, en el Artículo VI de su Declaración de 39 Artículos, describen estos textos como libros "que la iglesia debe leer como ejemplo de vida e instrucción conductual, más que no deben ser utilizados para establecer doctrina alguna", y los han publicado en los apéndices de algunas de sus Biblias; la cual es una práctica asumida por ciertas importantes versiones y ediciones protestantes.

## Manuscritos

La casta Susana, J.B. Flaugier, 1800

La versión del Libro de Daniel ha sido encontrada en pocos manuscritos de la Septuanginta: el Codex Chisianus 88, el Codex Syro-Hexaplaris Ambrosianus y el Papyrus 967 (de comienzos del siglo III). Los manuscritos muestran un orden diferente. El Papyrus 967, por ejemplo, organiza todo el Libro de Daniel con un orden diferente al que leemos actualmente: 1-4, 7-8,5-6, 9-12, y, en seguida, la Historia de Bel y el Dragón, y, al final de esta, la Historia de Susana.
En su propia versión de la Biblia, Teodoción colocó la Historia de Susana al comienzo del Libro de Daniel. Y, al final de la misma, agregó una nota en la que dice, de manera textual: "Y Daniel se hizo grande delante del pueblo desde el día aquel." Con la inserción tardía de esta anotación, Teodoción proponía que el texto de la Historia de Susana sirviese de apertura al resto de los textos del Libro de Daniel. La posición que ocupa la Historia de Susana en el Libro de Daniel en las Biblias católicas actuales, como Capítulo 13, es la que le asignó Orígenes en su edición políglota de los escritos bíblicos, o sea, en las Hexaplas. Numerosas versiones modernas de los tres o cuatro textos o pasajes deuterocanónicos comúnmente asociados al Libro de Daniel, han sido transcritas a partir de la versión tardía de Teodoción.

## Contenido
Susana, una bella mujer, esposa de Joaquín, un rico e influyente judío en el Exilio babilónico, es vista y deseada por dos ancianos que habían sido nombrados jueces entre los judíos en el exilio en Babilonia. Los dos viejos se ponen de acuerdo para sorprender a solas a Susana y así abusar de ella.
En su versión tardía de este documento, el judío Teodoción agrega unos detalles que indican que Susana se estaba preparando a recibir un baño con aceites y esencias aromáticas en el justo momento de ser interceptada por los dos viejos. Los detalles del "baño de Susana", que enuncia Teodoción en su versión tardía, causaron gran impacto a través de los siglos en la mentalidad de múltiples artistas, músicos y escritores del mundo occidental, que siguieron de cerca la saga del relato de acuerdo con la versión de Teodoción.
El texto en griego Antiguo del Libro de Daniel asentado en la Biblia Griega o de los LXX, bastante más temprano, sin embargo, no dice que Susana fuera a tomar un baño en ese instante. Y dice, simplemente, que, un día en que Susana pasea por el vergel de su marido, los viles viejecillos la sorprenden, y entonces la presionan, e intentan convencerla de que se les entregue sexualmente. Susana los enfrenta, y les responde:
«Sé que, si hiciere esto, muerte es para mí; y que, si no lo hago, no escaparé de vuestras manos. Más bello, sin embargo, para mí, caer en vuestras manos, no habiendo hecho esto, que pecar ante el rostro del SEÑOR...» —Historia de Susana [Daniel 13], Versos 22-23.
Los dos ancianos jueces, al verse rechazados, acusan a Susana de adulterio, y esta es llevada a juicio, donde los dos ancianos testifican falsamente en su contra haberla visto retozando con algún jovenzuelo en cierto paraje del vergel de su esposo. En su Versión tardía, Teodoción intenta conferir al relato elementos dramáticos, y dice que Susana, levantando sus ojos al cielo, lloraba a grandes voces al clamar la intervención divina. Por contraposición casi perfecta, el texto original de los LXX, siempre más reservado, más libre de detalles excesivos, dice sencillamente que Susana, inclinada, lloraba en su interior mientras clamaba la intervención divina.

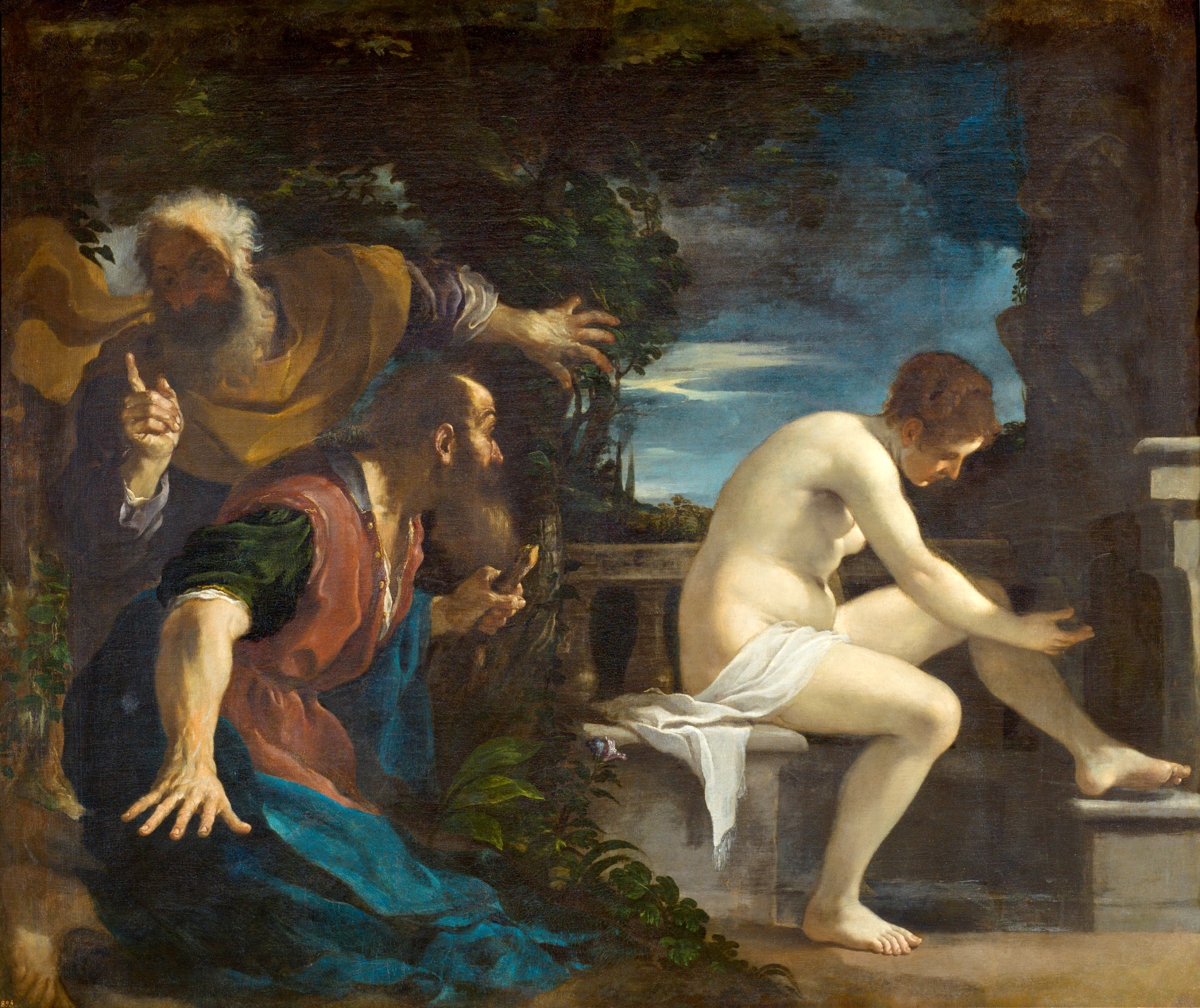
Susana y los viejos, Guercino.

Y, ante la importancia y la "credibilidad" de sus acusadores, Susana es condenada a morir apedreada. Mas, cuando es llevada por la congregación para ser lapidada, el profeta Daniel, que por aquel entonces, es solo un tierno niño, aprendiz de las artes de la consejería, con miras a ejercerla al servicio del rey Nabucodonosor, detiene el cortejo del pueblo que lleva a Susana hacia el sitio de su lapidación, reprende a la gente por estar actuando sin conocimiento pleno de la causa, y pide separar a los dos viejecillos para interrogarlos con inteligencia.
(Esta sencilla idea representa en sí misma un considerable aporte y adelanto temprano en materia de averiguaciones y procedimientos tendientes a aclarar y deslindar acciones y participaciones de las partes que han sido involucradas en litigios, o en hechos delictivos.)
Y, tal como sucede en los procesos en los que se implementa dicho procedimiento, los dos falsos testigos incurren en tremenda inconsistencia o contradicción en sus declaraciones cuando el jovencito les pregunta bajo qué árbol vieron a Susana recostada con su supuesto amante. Uno de ellos dice: "Debajo de un lentisco", y el otro dice: "Debajo de una encina". Ante la evidencia del falso testimonio de los jueces, la bella y noble dama es exonerada de todos los cargos que habían sido afincados en su contra, y los dos viejecillos mueren ejecutados en lugar de Susana.
La enseñanza moral de esta historia se centra en la elección de Susana de respetar a Dios antes que acomodarse al influjo de los malos por temor a perder todos sus privilegios como una dama noble, rica y acomodada. Y busca contrastar, por otra parte, la conducta perversa y corrupta de dos ancianos jueces prestigiosos, con la sabiduría e inteligencia, candor e ingenuidad de un tierno jovencito, hacer un gran elogio a las virtudes de los más jóvenes, e ilustrar la idea de que Dios socorre a los justos que prefieren sufrir a manos de los malos antes que ofenderlo a él.

## Lengua original
Los manuscritos griegos de la Historia de Susana son la fuente de las traducciones a otros idiomas. Los expertos discuten si el griego fue el idioma original, o si los manuscritos griegos, tanto de los "LXX", como de Teodoción, son traducciones del hebreo o del arameo. Canton ha estimado que este documento pudo ser escrito en la primera parte del siglo I a. C.
En favor del origen griego, se argumenta por ejemplo, que el uso de parónimos griegos para construir un juego de palabras entre él árbol que escoge cada falso testigo y la sentencia que pronuncia Daniel para cada uno: el primero responde que fue bajo un σχινον, "skhinón", el cual es traducido como acacia o lentisco, y Daniel le responde que un ángel "σχισει σε μεσον", "skhiséi se meson", "te partirá a la mitad"; el segundo responde que fue bajo un "πρινον", "prinón", el cual es traducido como roble o encina, y Daniel le responde que un ángel "πρισαι σε μεσον", "prisái se meson", "te tronzará a la mitad".
Sin embargo es posible que una traducción se esfuerce en mantener figuras literarias encontradas en un original, tal como en este caso hace la traducción inglesa de The Anchor Bible contrasta "yew" (tejo) con "hew" (tajar) y "clove" (clavero) y "cleave" (quebrar). Algunos estudiosos sugieren que los juegos de parónimos habrían sido un aporte del traductor al griego.
En favor de un original hebreo, se ha argumentado la presencia de la Historia de Susana en la versión griega del judío Teodoción, que hizo una traducción docta del Libro de Daniel desde el hebreo. Algunos estudiosos ya han considerado la posibilidad que los fragmentos 4Q551 de Qumrán, hayan correspondido al texto hebreo de Susana, aunque otros consdieran que podría tratarse de fragmentos de Jueces.

## Historicidad
Los Versos 1-5 dan algunos detalles sobre el contexto histórico, social y cultural de este relato; entre ellos, la riqueza e importancia de Joaquín entre los desterrados, y el hecho de que dos malos ancianos, acerca de los cuales hubiera dicho Dios algunas cosas, hubieran sido electos como jueces "durante ese año".
Estos cinco Versículos no existen en el texto de la Biblia LXX. Teodoción los agrega en su Versión tardía (hacia el siglo II) recurriendo a los textos del Libro de Jeremías. En efecto, el Versículo 4 relata que, a la casa que Joaquín poseía en Babilonia, solían acudir de forma cotidiana numerosos judíos, por tratarse del "más distinguido de todos" los judíos. Esto representa una clara —aun cuando discreta—, forma de decir que el Joaquín de esta historia no es ninguno otro sino el rey Joaquín hijo de Joacim, último rey judío, que había sido llevado cautivo hacia el Exilio Babilónico por Nabucodonosor II de Babilonia, hacia el 606 a. C., durante el mes tercero de su breve reinado.
No se hace referencia de lleno a su realeza porque el pueblo judío evitaba referirse a cualquier hecho tocante a su teocracia en cualquier contexto ajeno a la comunidad judía avecindada en la llamada Tierra Santa (Cf. Salmos 137:5), así como también, de alguna forma, sucesos cualesquiera tocantes a la historia de la nación judía acontecidos fuera de dicha Tierra Santa. Confróntese, al respecto, la gran laguna histórica existente entre la conclusión del Libro [1 y 2 ]de las Crónicas, y el mucho más temprano reinicio del relato de la historia judía, tal como se presenta al inicio del Libro de Esdras[ y Nehemías], y que se identifica, con toda propiedad, en el breve resumen relatado en 2 Crónicas 36:20-21; donde se sintetiza, en solo dos Versículos, todo lo acontecido a la nación judía durante los 70 años que durara el Exilio Babilónico.
Por cuanto se refiere a aquella otra expresión que reza textualmente que acerca de los viejos «había dicho SEÑOR que había salido maldad de Babilonia, de los ancianos jueces que parecían gobernar al pueblo», ciertos escrituristas han hecho observaciones referentes al hecho de que esta expresión no es la cita textual de ningún otro texto bíblico conocido. Mas, cuando se examina de forma cuidadosa, salta a la vista el hecho de que, en realidad, se trata de una forma irónica y sarcástica de referirse al texto en que el profeta Jeremías coloca unas palabras similares en boca de Yahveh: «[...] vosotros habéis dicho: "Yahveh ha suscitádonos profetas en Babilonia"» (Jeremías 29:15). Un poco más abajo, Jeremías denuncia a dos pseudoprofetas amantes de acostarse con esposas de sus conciudadanos exiliados (Jeremías 29:21-23).
Acerca de estos hechos, el célebre erudito judío ruso americano Isaac Asimov, en su Guía de la Biblia, declara lo siguiente: «Los "ancianos", o viejecillos, probaron ser malvados, y la tradición judía los identificó, por ello, con dos profetas denunciados como falsos por Jeremías. Pero como Susana es generalmente considerada una obra de ficción, una identificación tal necesita no ser tomada seriamente.»
Esta postura escéptica hacia todo posible, presunto o presumible carácter histórico de este documento, sin embargo, refleja la postura parcialmente sesgada de un hombre de ciencia de orígenes judíos; quien, consecuentemente, solía ver al Tanaj, y no a la Septuaginta, como la norma básica del Canon de los libros tenidos por sagrados entre los israelitas. Refleja, así mismo, el muy profundo impacto que ciertos cristianismos de líneas protestantes llegaron a causar en la mentalidad del pueblo americano —la nación adoptiva del Dr. Asimov a su exilio de Rusia— durante su paso, del Siglo XVII al Siglo XX.
Es justo enfatizar, por otra parte, que, fuera de las series de criterios con bases en los cuales los judíos excluyeron del canon del Tanaj, sistemáticamente, todos los documentos Deuterocanónicos, no hay argumentos sólidos para desestimar o cuestionar, de manera tajante, el valor o el carácter histórico y moral de dichos documentos.
Aun cuando queda claro que, a nivel exegético, ha sido ciertamente muy laxa y muy escasa la labor realizada por exégetas bíblicos de todos los contextos; ya que, en pleno siglo XXI, a más de 20 Siglos de la Era Cristiana, aún no se ha estudiado, de forma concienzuda y ordenada, profunda y detallada, y no comprometida con alguna postura confesional concreta, hechos muy importantes relativos a varios de estos documentos (los Deuterocanónicos).

## Posibles reminiscencias mitológicas

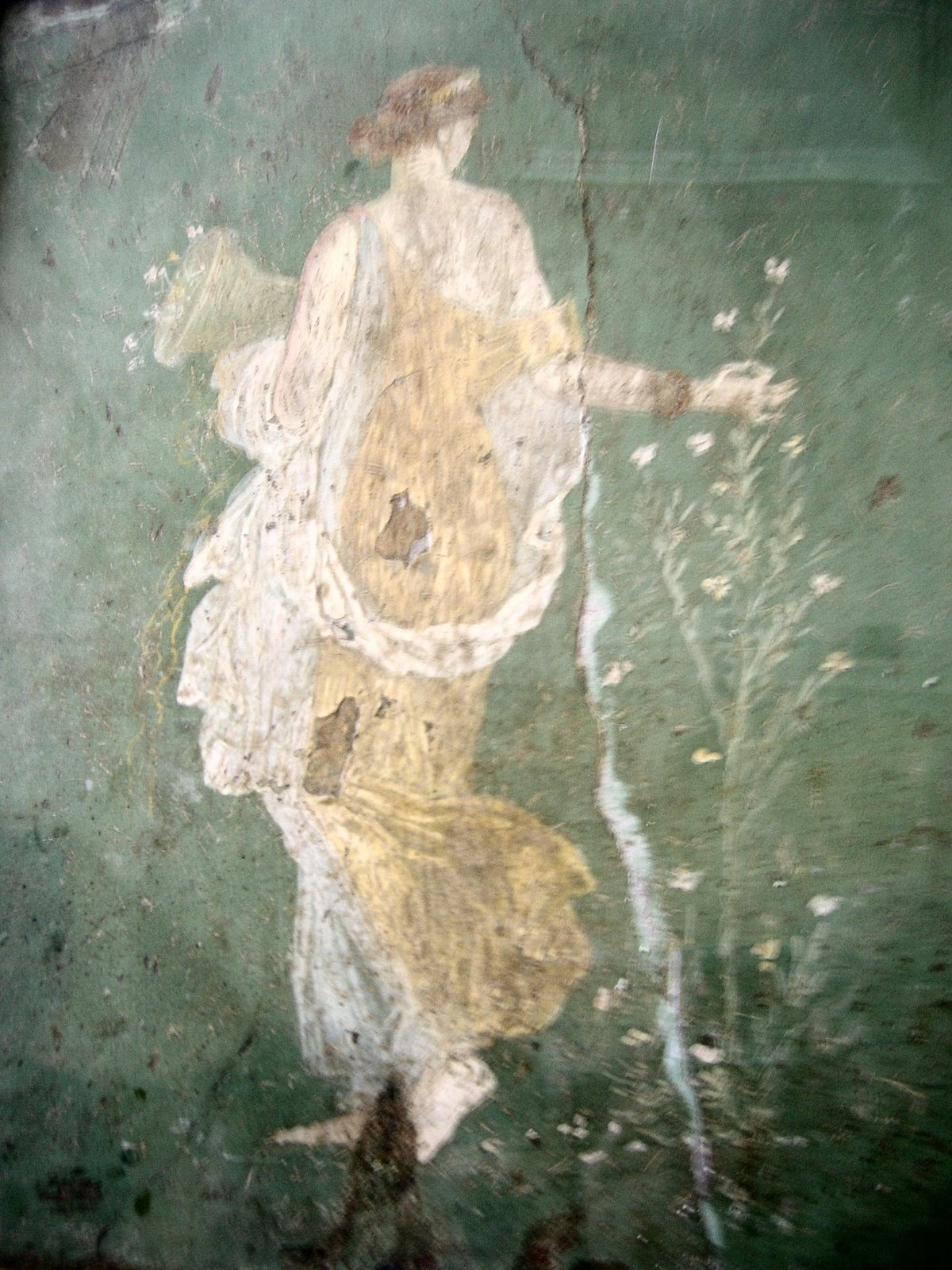
Susana se paseaba por los campos, como algunas deidades femeninas de la fertilidad del Mundo Antiguo. Aquí, la diosa Flora, como quedó representada en un muro de Pompeya hace unos dos mil años.

No menos sugestiva y fascinante, sin embargo, se antoja la moción de ver en esta historia claras reminiscencias de mitos orientales de diosas o deidades femeninas de la fertilidad, y la fecundidad y exuberancia del reino vegetal: el nombre de Susana es la forma semítica del nombre de una flor, concretamente la azucena, o flor de lirio blanco; por otra parte, la alusión al paraíso, jardín, vergel, pomario o huerto del marido, y la presencia en este de árboles de nueces, tales como la encina y el lentisco, parece una muy clara referencia al cultivo de los huertos, los campos, y los árboles frutales.
Desde esta perspectiva, Susana guarda algunos sumamente importantes aspectos en común con Ceres o Deméter, una deidad agrícola, patrona y protectora del cultivo de campos de gramíneas, espigas o cereales, así como también de la sacralidad, respeto y observancia de las leyes, así como también del matrimonio, los cuales son conceptos que este documento vincula a la figura de Susana de múltiples maneras directas e indirectas.
De la misma manera, Susana guarda rasgos en común con Flora o Cloris, señora de las flores, como la referencia, claramente floral, del nombre de ambas damas, la eterna juventud de la deidad pagana, y la extrema lozanía y delicadeza de la joven Susana. Flora era la esposa del viento favorable, y Susana gozaba del favor de ser la esposa de un rey de los judíos. La diosa Flora era un símbolo ancestral de la renovación del ciclo de la vida, al cual, en cierta forma, se refiere la Historia de Susana al contrastar la gracia, pureza e inocencia de los niños con la degradación y degeneración moral de ancianos pervertidos.
Y, muy especialmente, Susana guarda rasgos en común con alguna deidad oriental asociada a la diosa romana Pomona, señora de los frutos, las bayas y las nueces, (tales como el pistache y la bellota, las nueces de la encina y el lentisco), casada con Orduño, el señor de los huertos, (¿tal vez representado por Joaquín, con su vasta extensión de tierras repobladas de vida vegetal?). Pomona era una diosa eternamente joven, (como joven Susana), y que era asediada en el campo por los viejos y feos guardianes de la fauna silvestre: los faunos y los sátiros, (¿tal vez representados por los dos viejecillos que fungían como jueces del pueblo?). Y, como dato extra, algunas tradiciones acusan a Pomona de haberle sido infiel a su marido, al haber sostenido amoríos con Pico, una deidad profética romana, (de forma sospechosamente paralela a las imputaciones de adulterio sufridas por Susana).
Aparte de estos hechos, todas estas deidades femeninas paganas eran representadas como bellas señoras que solían recorrer los campos y cultivos, recogiendo, a su paso, en su regazo, espigas de gramíneas o cereales (Ceres), flores y capullos (Flora), o frutos de muy amplias variedades, incluyendo las bayas, las drupas y las nueces (Pomona). La Historia de Susana, por su parte, nos dice que Susana tenía como hábito salir a recorrer el vergel del marido al caer de la tarde (Verso 7).

## Ideas preliminares
Todos estos detalles cobran gran importancia desde una perspectiva antropológica, pues hacen que la Historia de Susana parezca la fusión o sincretismo de varios de estos mitos en un solo relato, cuya protagonista, para el caso, Susana, representaría un papel parecido a nuestra concepción moderna occidental de la denominada Madre Naturaleza.
Aun cuando este hecho pudiere hoy parecer algo muy incorrecto desde una perspectiva religiosa cristiana, la acción de colocar a dioses y deidades paganas en el papel de víctimas que necesitan ser salvadas por un poder mayor, fue, entre los judíos y otros pueblos antiguos, un hecho muy frecuente que tuvo el objetivo, bastante bien logrado en su momento, de demostrar que incluso las deidades paganas se hallaban a merced unas de otras, y que necesitaban todas ellas recurrir al arbitrio, poder y protección de un solo ser supremo, como este documento nos dice que Susana habría recurrido en este caso a SEÑOR, el Dios que veneraban las tribus israelitas (Versos 42-44).
Si bien, es oportuno señalar que asumir sin reservas como un hecho el carácter mitológico de este documento, resulta sumamente anticipado, en vista de la falta de estudios detallados al respecto, y debido a que, aparte de los escritos bíblicos, se ignora los detalles de los hechos históricos vividos por las comunidades judías en el exilio.
En tanto los exégetas se animan a intentar dilucidar posibles relaciones contextuales de este interesante documento con hechos mitológicos, o bien, historiográficos, subyacentes al mismo, la Historia de Susana podría representar, por una parte, el relato de hechos que eran muy frecuentes y habituales entre las sociedades y contextos geográficos e históricos de todo el Mundo Antiguo; y, por otra, un clarísimo ejemplo de la penetración de sincretismos de tipo religioso en los contextos bíblicos, y en la mentalidad del pueblo de Israel, el pueblo que, de acuerdo con la historia, se diera a la tarea de redactar la Biblia.

## Susana en el arte

Lovis Corinth: greys bañándose, 1890.

Varios pintores han representado a Susana bañándose:
- Rembrandt
- Rubens
- Artemisia Gentileschi
- Lorenzo Lotto
- Albrecht Altdorfer
- Anthonis van Dyck
- Tintoretto
- Veronese
- Guercino
- Domenichino
- Francesco Hayez
- Franz von Stuck
- Lovis Corinth
- Bartolomeo Altomonte
- Lukas Vorstermann
- Johann Spillenberger

En la música, la Historia de Susana ha inspirado:
- El oratorio Susanna de Georg Friedrich Händel (1749)
- La Ópera Susannah de Carlisle Floyd (1995), en la cual el papel de los dos ancianos, corresponde al rey David.

Susana ya ha sido, así mismo, un tema recurrido de la literatura popular, citado y asentado, por ejemplo, en el poema Daniel, escrito en 1331 por un autor anónimo. En 1577 se estrenó el drama Susanna de Nicodemus Frischlin. La tragedia de Paul Rebhun Ein Geistlich Spiel von der Gotfürchtigen und keuschen Frauen Susannen se imprimió en 1536. El poeta lírico bohemio, Hugo Salus, publicó Susana en el baño, en 1901.